# Saint-Georges-de-Rex
Saint-Georges-de-Rex ist eine französische Gemeinde mit 433 Einwohnern (Stand: 1. Januar 2022) im Département Deux-Sèvres in der Region Nouvelle-Aquitaine. Sie gehört zum Arrondissement Niort und zum Kanton Mignon-et-Boutonne.

## Geographie
Saint-Georges-de-Rex liegt etwa 40 Kilometer ostnordöstlich von La Rochelle und etwa 15 Kilometer westsüdwestlich von Niort. Zahlreiche Kanäle durchziehen die Gemeinde. Das Gemeindegebiet gehört zum Regionalen Naturpark Marais Poitevin. Umgeben wird Saint-Georges-de-Rex von den Nachbargemeinden Le Vanneau-Irleau im Norden, Sansais im Nordosten und Osten, Amuré im Osten, Le Bourdet im Süden, Saint-Hilaire-la-Palud im Westen sowie Arçais im Nordwesten.

## Bevölkerungsentwicklung
| Jahr                       | 1962 | 1968 | 1975 | 1982 | 1990 | 1999 | 2006 | 2019 |
| Einwohner                  | 377  | 352  | 321  | 360  | 391  | 374  | 387  | 451  |
| Quellen: Cassini und INSEE |      |      |      |      |      |      |      |      |

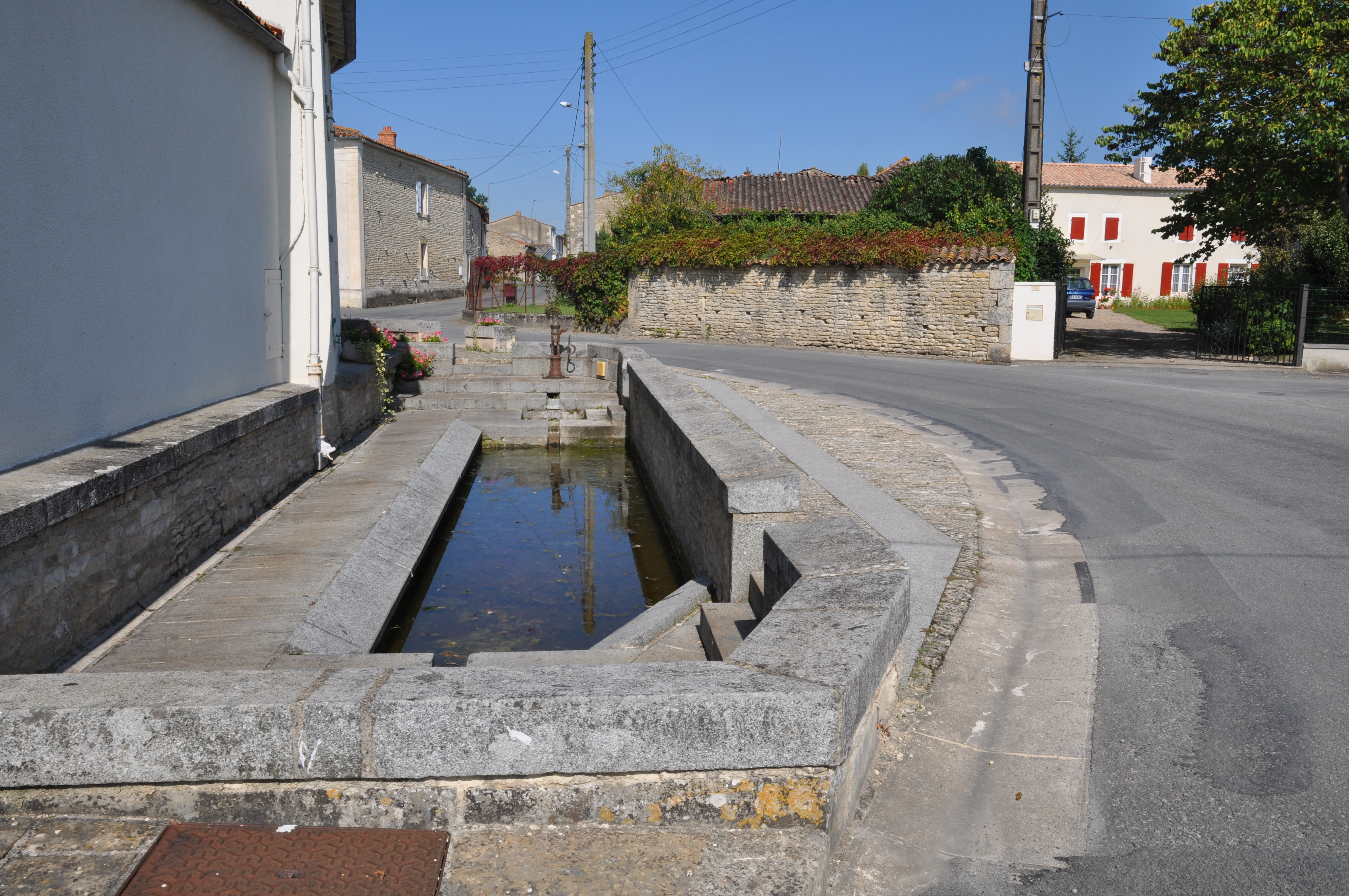
Ehemaliger Waschplatz und Viehtränke
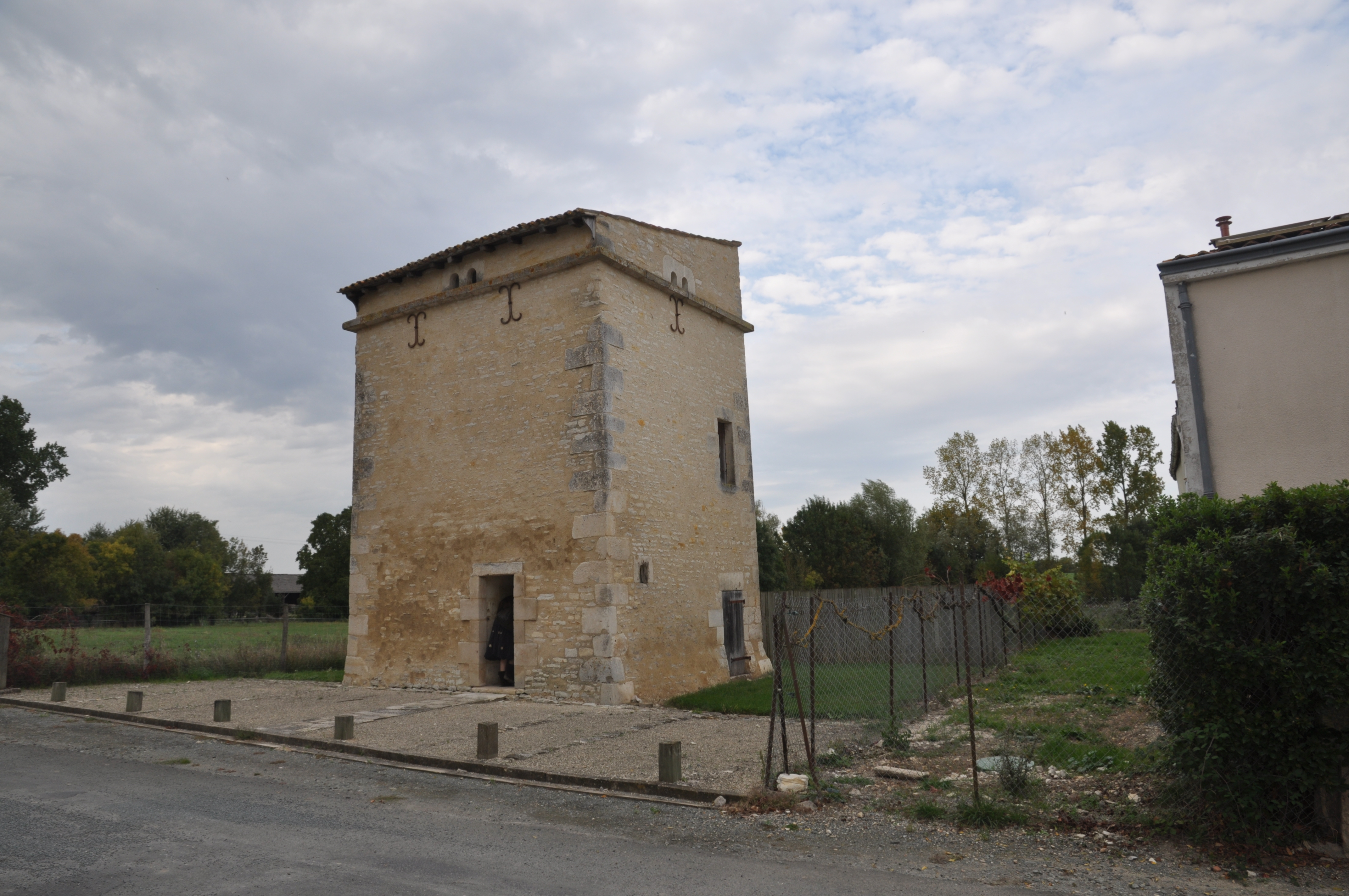
1994 renovierter Taubenturm